# 達根 (密蘇里州)
達根（英語：Duggan）是位於美國密蘇里州賴特縣的非建制地區。

## 歷史
達根的郵局於1891年設立，其後於1906年停運。

## 地理
達根所處的海拔為高於海平面432米（即1417英呎），而該地所採用的時區為UTC-6，即北美中部時區（CST）。同時該地設有夏令時間，為UTC-6調快一小時，即UTC-5（CDT）。